# Robert von Goetze
Max Robert von Goetze (né le 30 décembre 1829 à Nakel et mort le 17 novembre 1904 à Hanovre) est un général d'infanterie prussien.

## Biographie

### Origine
Il est le fils du major général prussien Adolf von Goetze (de) (1800-1897) et de sa femme Emilie, née Netzer (1803-1888).

### Carrière militaire
Goetze étudie à l'école publique de Paderborn et aux écoles de cadets de Bensberg et de Berlin. Le 1er avril 1848, il est affecté au  de l'armée prussienne à Mayence en tant que drapeau portepee caractérisé. Goetze y reçoit le 15 décembre 1848 le brevet correspondant à son grade et est promu capitaine à la mi-septembre 1861. En tant que tel, il est nommé commandant de compagnie le 4 octobre 1861. Pendant la guerre contre l'Autriche, Goetze dirige le bataillon de réserve du régiment en 1866 et après la signature du traité de paix, rejoint le 30 octobre 1866 le 88e régiment d'infanterie à Hersfeld. En tant que chef de la 12e compagnie, il participe en 1870/71, pendant la guerre contre la France, aux batailles de Wissembourg, Frœschwiller-Wœrth et Sedan, au siège de Paris et au bombardement du Palatinat.
Décoré des deux classes de la croix de fer, il est promu au grade de major après le traité de paix de Versailles fin mars 1871. Le 9 mars 1872, Goetze fut nommé commandant du 1er bataillon du 116e régiment d'infanterie (de) à Gießen et fut promu lieutenant-colonel en cette qualité le 20 septembre 1876. Du 2 août 1877 au 21 mars 1881, il commande le 8e bataillon de chasseurs à pied à Saverne. Il est ensuite chargé, avec effet au 1er avril 1881, du commandement du 130e régiment d'infanterie nouvellement créé à Trèves. Le 14 mai, Goetze est nommé commandant du régiment et promu colonel le 16 septembre 1881. Il est ensuite affecté, à partir du 4 décembre 1886, au poste de major général et commandant de la 60e brigade d'infanterie (de) à Metz. Promu lieutenant-général, Goetze reçoit le 17 juin 1889 le commandement de la 33e division d'infanterie à Strasbourg et, à partir du 13 novembre 1890, celui de la 21e division d'infanterie à Francfort-sur-le-Main. C'est à ce poste que Guillaume II lui décerne l'ordre de la Couronne de première classe le 19 septembre 1891. Le 3 juin 1893, il est nommé général commandant du 7e corps d'armée à Münster et le 27 janvier 1894, jour de l'anniversaire de l'empereur, il est promu général d'infanterie. En reconnaissance de ses longues années de service, Goetze reçoit le 17 janvier 1897 la Grand-Croix de l'ordre de l'Aigle rouge et, à l'occasion de ses 50 ans de service, Guillaume II le nomme le 1er avril 1898 chef du 130e régiment d'infanterie. Trois jours plus tard, tout en le maintenant dans cette position, il est mis à disposition, à sa demande, avec la pension légale.

### Famille
Goetze se marie le 26 novembre 1859 à Berlin avec Antonie von Lobenthal (de) (1837–1879). Elle est la fille du lieutenant-colonel prussien Karl Friedrich von Lobenthal (fils de Karl Friedrich Ludwig von Lobenthal). Cinq enfants sont nés de ce mariage :
- Maximilien (1861-1915), lieutenant-colonel prussien dans le corps alpin pendant la Première Guerre mondiale marié avec Elisabeth Rückert (née en 1868)
- Walter (1864-1945), général de division allemand, commandant de la brigade d'infanterie de marine pendant la Première Guerre mondiale[1], marié en :
  - 1898 avec Sinon Gronen (1876–1902)
  - 1911 avec Dorothea von Kummer (née en 1873), veuve de Wilhelm von Loga (mort en 1908)

- Elisabeth (née en 1867) mariée avec Otto von Diepenbroick-Grüter (de) (1860–1940), lieutenant général allemand[2]
- Franz (né en 1872), major prussien marié avec Antonie von Neree (née en 1879)
- Hedwig (née en 1875) mariée avec Friedrich von Krane (de) (1859–1929), lieutenant général allemand